# Guoshi
Le guoshi (chinois simplifié : 国师 ; chinois traditionnel : 國師 ; pinyin : guóshī ; litt. « enseignant national »; tibétain : གོ་ཤྲི, Wylie : go shri) est un titre donné à des religieux, en Chine, à partir de 550. Il est comparable au titre de dishi (帝师 / 帝師, dìshī) apparu sous la dynastie Yuan, en 1260.

## Histoire
Il est question pour la première fois du titre de guoshi dans le Fozu tongji (zh) (佛祖统纪, fózǔ tǒngjì), écrit en 1269 par Zhe Qing (zh) (志磬, zhì qìng) de la dynastie Song, où le rouleau 38 dit que sous les Dynasties du Nord et du Sud, l'Empereur Qi Wenxuan (zh) (齐文宣帝, qí wénxuān dì) de la Dynastie Qi du Nord, en 550, aurait eu à sa cour un moine à qui l'on donnait le titre de guoshi et qui aurait enseigné le Sutra du Nivrana (《涅盘经, sutra du Bouddhisme mahāyāna, apparu en Inde au Ier siècle puis étendu à la Chine au Ve siècle).

## Royaume tangoute
Tsangpopa Konchok Sengge, enseignant religieux sous l'empereur tangoute Xia Renzong (règne 1139 — 1193) prend également ce titre. Il est traduit en anglais par « précepteur national » par Ronalt M. Davidson. À partir de la dynastie Yuan apparaît un titre proche, celui de dishi.
L'Indien Jayānanda (chinois : ?也阿難? ; pinyin : za-yě-ā-nán-da) est décrit dans un ouvrage réimprimé sous la dynastie Ming (ātyaprajnāparamitaratnaguṇasancayagāṭhā) en chinois et tibétain, préparé sous le règne de Renzong Renli (règne 1139 — 1193) des Tangoutes de la dynastie des Xia occidentaux, a d'abord travaillé comme guoshi, puis comme maître de conférence du bouddhisme exotérique et enfin en tant que [?] du bureau du Sangha où il reçoit le grade de kui nai jiang (？乃將).

## Mongols sous les Ming
À 25 ans, le Mongol qoshot Güshi Khan (qui devient plus tard roi du Tibet) réconcilie les Kalmucs de Khalkha avec les Œleuts qui se querellaient à propos de la précédence de Gahdan et Ston skor Sabs-drung nommé Jetsundampa (Zanabazar ?)[pas clair], et évite ainsi une guerre sanglante. Il est décoré par l'empereur de Chine (Ming Shenzong), en 1605, de l'ordre sacré du Tā Kausri (大国师 / 大國師, dà guóshī, « grand enseignant national ») pour service rendu. Le terme de guoshi est à l'origine de son nom.

### notes et références
1. ↑  Dunnell 1992, p. 86.
2. ↑  (zh) « 《佛祖統紀》CBETA 電子版 », sur buddhism.lib.ntu.edu.tw « 或為儒林之宗國師道士。 »
3. ↑  (en) Ronald M. Davidson, Tibetan Renaissance, p. 334
4. ↑  van der Kuijp 1993.
5. ↑  (Dāsa 1905, p. 153)